# Il paratajo
Il paratajo és una òpera en dos actes composta per Niccolò Jommelli sobre un llibret en italià de Carlo Goldoni. Va ser estrenada a l'Òpera de París el 25 de setembre de 1753. Es tractava d'una revisió de la seva òpera L'uccellatrice del 1750.
Modernament s'ha representat al Festival d'Òpera de Barga el 7 d'agost de 1999.